# Aktivvermerk
Ein Aktivvermerk, auch Herrschvermerk genannt, ist in Deutschland eine Eintragung im Bestandsverzeichnis des Grundbuchs und benennt das Recht, von dem ein Grundstück begünstigt wird.

## Allgemeines
Da der Aktivvermerk im Bestandsverzeichnis des Grundbuchs eingetragen wird, genießt er jedoch wie dieses keinen öffentlichen Glauben. Aktivvermerke haben lediglich „kundmachende“, „nachrichtliche“, also deklaratorische Bedeutung; für Inhalt und Bestand des subjektiv-dinglichen Rechtes ist allein dessen Eintragung in der Zweiten Abteilung im Grundbuchblatt des belasteten Grundstücks ausschlaggebend.

## Gegenstand
Der für den Aktivvermerk einschlägige § 9 GBO gilt nur für subjektiv-dingliche Rechte, die gemäß § 96 BGB Bestandteile des herrschenden Grundstücks sind. Hierzu zählen:
- Grunddienstbarkeiten (§ 1018 BGB),
- das Vorkaufsrecht, wenn es zugunsten des jeweiligen Eigentümers eines anderen Grundstücks bestellt wurde (dingliches Vorkaufsrecht gemäß § 1094 Abs. 2, § 1103 Abs. 1 BGB)[BS 2];
- die Reallast, wenn diese zugunsten des jeweiligen Eigentümers eines anderen Grundstücks bestellt wurde (§ 1105 Abs. 2, § 1110 BGB)[BS 2];
- die Überbau- und Notwegrente (§ 914 Abs. 3 BGB; § 917 Abs. 2 Satz 2 BGB), sofern deren Höhe vertraglich geregelt wurden[D 4];
- der Erbbauzins (§ 9 Abs. 2 Satz 2 ErbbauRG).

Häufigster Fall ist das Wegerecht, das als Grunddienstbarkeit, beschränkte persönliche Dienstbarkeit oder Nießbrauch eintragbar ist.

## Bedingungen und Verfahrensweise
Die Eintragung eines Aktivvermerks erfolgt gemäß § 9 Abs. 1 Satz 1 GBO nur auf Antrag. Dieser bedarf keiner besonderen Form. Die Gebühr bestimmt sich nach § 67 Abs. 1 Nr. 3 KostO. Ein Aktivvermerk kann nur eingetragen werden, wenn das subjektiv-dingliche Recht, auf das er sich bezieht, im Grundbuchblatt des belasteten Grundstücks bereits eingetragen ist oder gleichzeitig mit ihm eingetragen wird. Antragsberechtigt sind der Eigentümer des herrschenden Grundstücks und jeder, der gemäß § 876 Satz 2 BGB einer Aufhebung des Rechtes und damit einer wirtschaftlichen Wertminderung zustimmen müsste. Letzteres schließt regelmäßig Grundpfandgläubiger und andere, ggf. nur mittelbar, Betroffene ein. Nach Eintrag des Aktivvermerks im Grundbuchblatt des herrschenden Grundstückes – und zwar gemäß § 7 GBV im Bestandsverzeichnis in den Spalten 1, 3 bis 6 – wird gemäß § 9 Abs. 3 GBO von Amts wegen ein Hinweis auf diese Eintragung in die Zweite Abteilung des Grundbuchblattes des belasteten Grundstücks ergänzt. Dort werden jetzt sowohl die subjektiv-dinglichen Rechte (Belastungen) als auch Hinweise auf Aktivvermerke aufgeführt (§ 10 GBV). Wenn das subjektiv-dingliche Recht wegfällt oder sich inhaltlich ändert, werden der Aktivvermerk sowie der Hinweis auf diesen von Amts wegen gelöscht bzw. geändert (§ 9 Abs. 2 GBO). Berichtigungen dieser Art sind gebührenfrei.

## Praktische Bedeutung

### Vorteile
Der Eintrag eines Aktivvermerkes kann sowohl vom Eigentümer als auch von den dinglich Berechtigten in der Zweiten und Dritten Abteilung des herrschenden Grundstücks erwogen werden. Eine Bank zum Beispiel, die im Rahmen ihrer Kreditsicherung als Grundpfandgläubiger im weiter oben genannten Sinn agiert, schützt sich hierdurch vor Löschung, Änderung (§ 877 BGB) und Rangverschlechterung (Rangrücktritt, § 880 Abs. 2 BGB) der subjektiv-dinglichen Rechte, die für den Wert des herrschenden Grundstücks von Bedeutung sind. Denn nur bei eingetragenem Aktivvermerk muss gemäß § 21 GBO das Grundbuchamt die Bewilligung oder Weigerung der Bank beachten. Bei fehlendem Vermerk darf (formelles Recht) das Grundbuchamt das subjektiv-dingliche Recht löschen und das Grundbuch damit unrichtig machen. Das Recht selbst bleibt allerdings materiell bestehen, da die Bank seiner Aufhebung gemäß § 876 Satz 2 BGB hätte zustimmen müssen. Die Bank könnte die Wiedereintragung mit einer Grundbuchberichtigungsklage erzwingen, aber nur solange ein Dritter das Grundstück noch nicht gutgläubig erworben hat.

### Nachteile
Im Regelfall macht das subjektiv-dingliche Recht nur einen kleinen Teil des gesamten Grundstückswertes aus. Wird z. B. bei einer Teilung des herrschenden oder belasteten Grundstücks die Aufhebung dieses Rechtes erwogen, sind oft nicht nur ein Kreditinstitut, sondern mehrere dinglich Berechtigte, in manchen Fällen ein großer Personenkreis, zu informieren und um eine Zustimmung zu der hierdurch eintretenden (geringen) Wertminderung zu bitten. Der § 21 GBO, der bei Verzicht auf einen Aktivvermerk greift, erleichtert den Grundbuchverkehr, indem er die in § 876 Satz 2 BGB vorgeschriebene Zustimmungserforderlichkeit in formeller Hinsicht (nicht materiell-rechtlicher) unbeachtlich macht.
Von Aktivvermerken wird in der Praxis nur selten Gebrauch gemacht.

## Sonstiges
Im Wortlaut der Grundbuchordnung, der Grundbuchverfügung und des Bürgerlichen Gesetzbuches kommen weder Aktivvermerk noch Herrschvermerk als Begriffe vor.